# Johann Philipp Reis
Johann Philipp Reis (Gelnhausen, 7 gennaio 1834 – Friedrichsdorf, 14 gennaio 1874) è stato uno scienziato e inventore tedesco, che creò nel 1861 il primo apparecchio in grado di trasmettere un segnale elettrico riproducente suoni come la voce umana, chiamato oggi Telefono di Reis.

## Primi anni ed istruzione

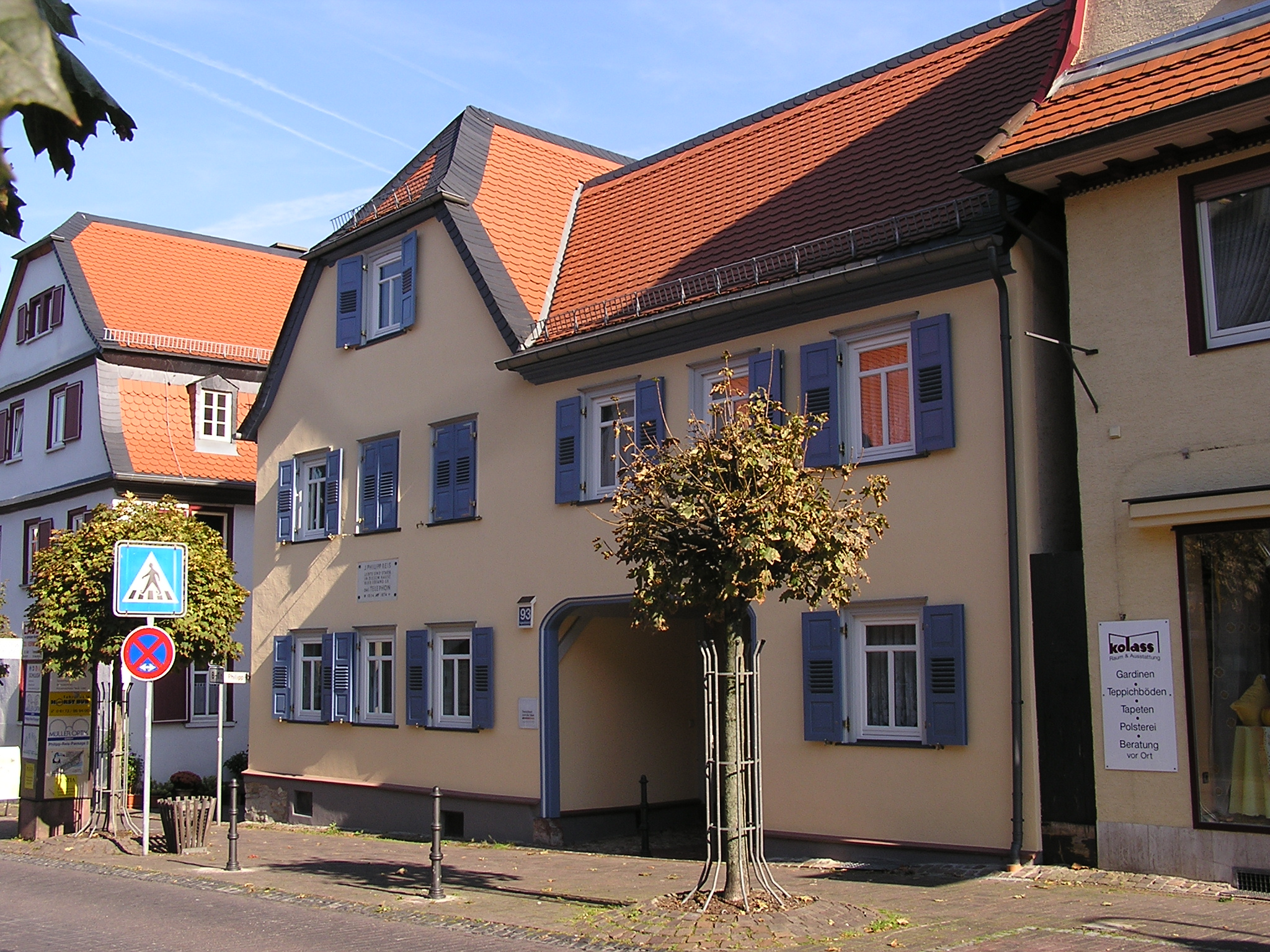
La casa di Reis a Friedrichsdorf, oggi un museo

Reis, da bimbo, perse la madre, perciò venne allevato dalla nonna paterna, una donna colta e intelligente. All'età di sei anni fu iscritto alla scuola pubblica del suo paese natale Gelnhausen, a Kassel. Il talento di Reis suscitò l'attenzione dei suoi insegnanti, che consigliarono suo padre di iscrivere il figliolo alle scuole superiori.
Il padre di Reis morì prima che questi compisse i dieci anni; tuttavia sua nonna e i suoi tutori lo iscrissero all'Istituto Garnier di Friedrichsdorf, dove mostrò una particolare predilezione per le lingue apprendendo il francese e l'inglese, unitamente ad un complesso di svariate nozioni apprese frequentando assiduamente la biblioteca.
Al compimento dei quattordici anni, Reis venne ammesso all'Istituto Hassel di Francoforte sul Meno, dove apprese il Latino e l'Italiano. In questo periodo nacque in Reis un vivo interesse per le scienze, tanto che venne consigliato ai suoi tutori di iscriverlo al Politecnico di Karlsruhe; ma uno di essi, lo zio del ragazzo, volle che questi diventasse un commerciante, e così il 1º marzo 1850, Reis, contro la sua volontà, venne assunto come apprendista rivenditore di vernici presso l'azienda di J. F. Beyerbach, a Francoforte. Reis disse a suo zio che avrebbe imparato il mestiere che gli era stato scelto, ma avrebbe proseguito, come meglio poteva, nei suoi studi prediletti.
Per l'ottimo impegno nel lavoro Reis si guadagnò la stima di Beyerbach e poté dedicare il suo tempo libero al miglioramento della propria istruzione prendendo lezioni private di matematica e fisica e seguendo le lezioni di meccanica del professore R. Bottger presso l'Istituto per il Commercio. Allorché il suo apprendistato fu completato, Reis frequentò l'Istituto del Dr. Poppe, a Francoforte. Dato che in questa scuola non venivano insegnate né storia né geografia, diversi studenti concordarono di impartirsi lezioni reciproche su queste materie. Reis si impegnò ad insegnare geografia a tal punto da ritenere di essere portato per la professione di insegnante. Reis divenne membro della Società di Fisica di Francoforte.
Nel 1855, completò l'anno di servizio militare a Kassel, quindi ritornò a Francoforte per qualificarsi come insegnante di matematica e scienze seguendo lezioni private e pubbliche. Reis era intenzionato a completare la preparazione presso l'Università di Heidelberg, ma nella primavera del 1858 fece visita al suo vecchio amico e maestro Hofrath Garnier, che gli offrì un posto presso l'Istituto.
Il 14 settembre 1859, Reis si sposò e poco dopo si trasferì a Friedrichsdorf, per iniziare la sua nuova carriera di insegnante.

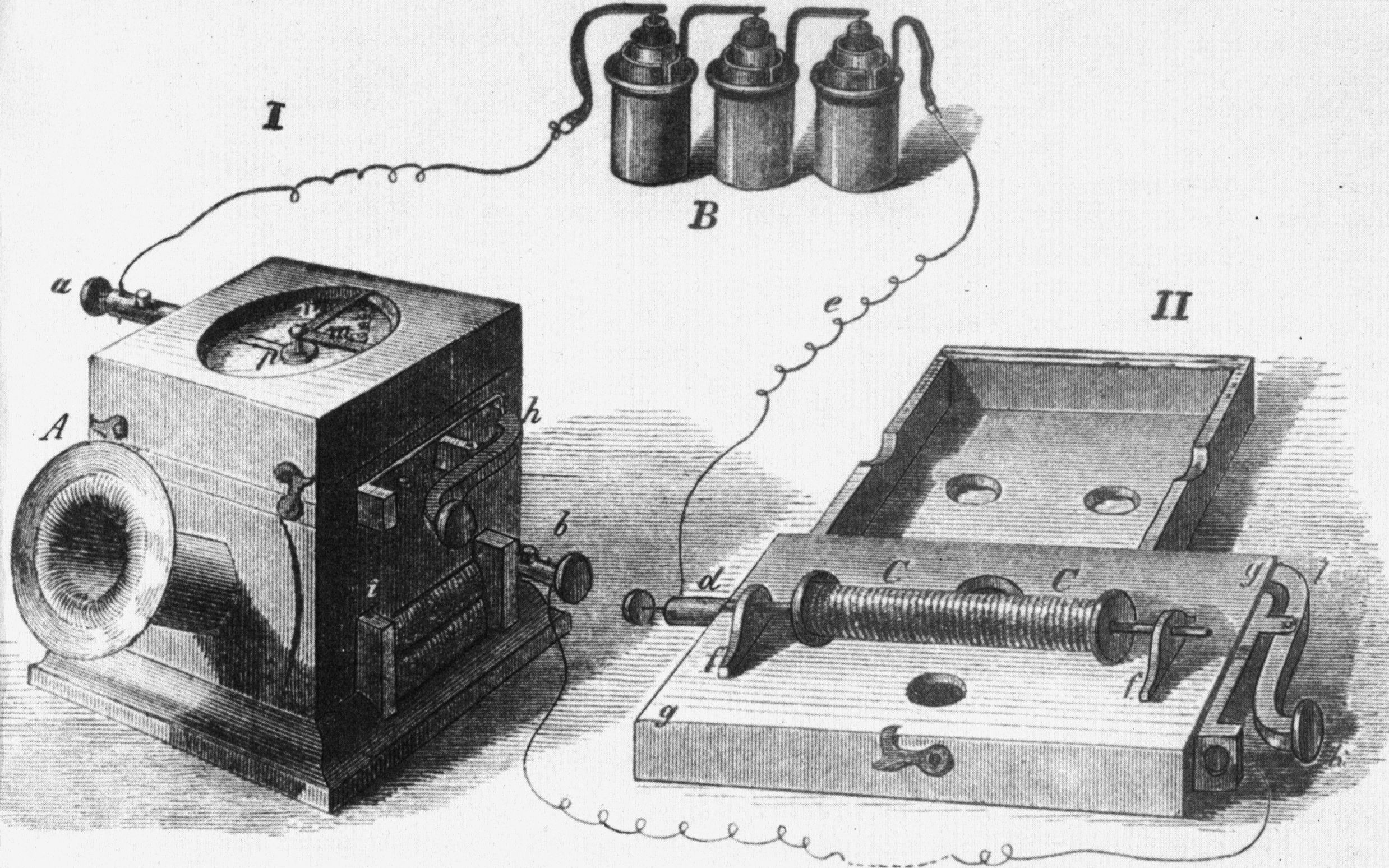
Il telefono di Reis

## Il telefono
Reis riteneva che l'elettricità potesse propagarsi nello spazio, come fa la luce, senza l'aiuto di materiale conduttore, per questo condusse degli esperimenti in merito. I risultati furono descritti in un saggio "Sull'irradiazione dell'elettricità" che l'autore, nel 1859, spedì al Professore Poggendorff, chiedendone la pubblicazione sulla nota rivista Annalen der Physik. Il manoscritto venne respinto al mittente con gran disappunto del giovane suscettibile insegnante.
Reis aveva studiato l'organo dell'udito e l'idea di un apparato per trasmettere il suono tramite l'elettricità fu nella sua mente per anni. Spinto dalle sue lezioni di fisica affrontò il problema con successo. Nel 1860, egli costrui il primo prototipo di telefono che riusciva a coprire una distanza di 100 metri. Nel 1862, riprovò a contattare Poggendorff, con una descrizione del suo "telefono", così aveva definito l'apparecchio. Anche questo secondo approccio fallì. Il dotto professore pare che ritenesse una chimera la trasmissione della parola mediante l'elettricità; Reis, invece, amaramente attribuì il fallimento a sé stesso per il fatto di essere "solo un mediocre insegnante".
Reis trovò difficoltà nel suscitare l'interesse del pubblico tedesco per la propria invenzione, nonostante ne avesse fornita una dimostrazione nel 1862 (tra gli altri) a Wilhelm von Legat, Ispettore del Reale Corpo Postale Prussiano. Quest'invenzione, però, suscitò grande interesse negli Stati Uniti, quando nel 1872 il professor Vanderwyde ne diede una dimostrazione a New York.

### Precedenti sperimentatori
Sin da quando si è parlato di invenzione del telefono, l'attenzione è stata indirizzata sul fatto che nel 1854 Charles Bourseul, un telegrafista francese, aveva concepito un progetto per trasmettere suoni e parole tramite l'elettricità:
"Supponiamo", Bourseul precisò, "che una persona parli vicino ad un disco semovente abbastanza flessibile da non perdere alcuna vibrazione della voce; inoltre questo disco alternativamente inneschi e interrompa un flusso di corrente da una batteria: ad una certa distanza ci può essere un altro disco che contemporaneamente riproduca le stesse vibrazioni. … È certo che, in un futuro più o meno lontano, la parola potrà essere trasmessa tramite l'elettricità. Io ho condotto degli esperimenti in questa direzione; essi richiedono estrema precisione e parimenti tempo e pazienza, tuttavia i risultati anche se approssimativi lasciano ben sperare".
A Bourseul va il merito di essere stato forse il primo a progettare e cercare di realizzare un telefono elettrico; ma a Reis va l'onore di avere per primo realizzato l'idea del telefono come un dispositivo per trasmettere e ricevere suoni elettricamente.
L'idea di Bourseul sembra che abbia riscosso poca attenzione a quel tempo e venne ben presto dimenticata. Anche il Conte du Moncel, che si dimostrava sempre ben disposto verso invenzioni promettenti, evidentemente in questo caso considerò l'idea di Bourseul un qualcosa di fuori dalla realtà. È poco probabile che Reis ne abbia mai sentito parlare. Egli giunse a concepire un apparato del genere studiando il meccanismo dell'udito negli uomini, costituito dalla membrana del timpano sensibile alle onde sonore e comunicante le sue vibrazioni al nervo acustico tramite il martello, ossicino situato subito dietro il timpano. Proprio per questo gli venne in mente di fare un diaframma a imitazione della membrana del timpano e di sollecitarla, mediante vibrazioni, ad aprire e chiudere un circuito elettrico, in tal modo egli riteneva di essere in grado, tramite il campo magnetico indotto dall'interruzione di corrente, di riprodurre a distanza i suoni originali.
Negli anni 1837-38 il professor Page del Massachusetts aveva scoperto che un ago o una sottile lancetta di ferro, collocata nell'incavo di una bobina o rocchetto di fili isolati, emetteva un ben distinguibile 'tic' ad ogni interruzione di corrente che passava nella bobina, e se questi singoli 'tic' si facevano susseguire in modo abbastanza veloce mediante una rapida interruzione di corrente, essi avrebbero dato luogo ad un continuo ronzio che Page definì musica galvanica. Egli scoprì anche che l'intensità di questo suono era in relazione con la velocità dell'interruzione di corrente. Questi lievi suoni erano dovuti al piezomagnetismo. Da queste ed altre scoperte di Noad, Wertheim, Marrian ed altri, Reis si rese conto che se la corrente interrotta dal diaframma vibrante fosse stata trasmessa a distanza mediante cavi e poi lasciata passare attraverso una bobina come quella di Page, la lancetta di ferro avrebbe emesso dei toni come quelli che avevano causata l'oscillazione del diaframma trasmittente. Basandosi su queste nozioni, Reis costruì il suo rudimentale telefono. Questo prototipo è conservato presso il museo del Reichs Post-Amt a Berlino.

### Imperfezioni
Un altro dei primi trasmettitori di Reis fu un grezzo modello di orecchio umano, scolpito nel legno e fornito di un timpano azionante una levetta di platino curva e incernierata, che faceva aprire e chiudere a scatto una lamina di platino posta nel circuito elettrico. Egli ne escogitò una dozzina di tipi, ciascuno con un miglioramento rispetto al precedente, che trasmettevano musica abbastanza bene ed anche una o due parole con più o meno fedeltà. L'apparato si dimostrò non adatto dal punto di vista pratico per parlare a distanza.
La scoperta del microfono fatta dal professor Hughes ha dimostrato il perché di questo insuccesso. Il trasmettitore di Reis si basava sull'interruzione di corrente, la molla era destinata a chiudere il contatto dopo che questo era stato aperto dall'impulso di una vibrazione. Fin tanto che si trattava di musica tutto andava bene, perché essa è data da una regolare successione di vibrazioni. Nel parlare, invece, le vibrazioni sono irregolari e complicate e per poterle trasmettere la corrente deve variare di intensità senza però essere al contempo interrotta. Le onde suscitate nell'aria dalla voce devono semplicemente produrre onde corrispondenti nella corrente elettrica. In breve, la corrente deve ondulare in sintonia con le oscillazioni dell'aria. Il telefono di Reis era inadatto a trasmettere un discorso articolato, ma era in grado di trasmettere l'intensità di un suono.
Dal rapporto stilato e pubblicato nel 1862 dal signor von Legat, ispettore del Real Telegrafo Prussiano, si deduce che Reis era consapevole di questo principio ma il suo apparecchio non si dimostrò all'altezza del compito. Non c'è dubbio che i contatti di platino impiegati nel trasmettitore si comportarono in qualche modo come un rozzo microfono metallico e quindi alcune parole, specie quelle familiari o che ci si aspettava, potevano essere trasmesse e capite all'altro capo della linea. Se il telefono di Reis fosse stato impostato in modo da avere i punti di contatto meno rigidi, questi avrebbero funzionato in modo molto simile al telefono inventato in seguito da Berliner oppure come il microfono di Hughes, che in un certo modello presentava come contatti delle linguette di ferro. Proprio per questo motivo il telefono di Reis funzionava meglio per la parola proprio quando era lievemente mal regolato.
In una storia del telefono del 1910 è riportato che, "Durante il processo Amos Dolbear et al. vs. American Bell Telephone Company, un apparecchio di Reis venne portato in aula e suscitò molto divertimento tra il pubblico. L'apparecchio era in grado di far udire dei cigolii ma non delle parole. Esperti e professori del campo si cimentarono invano ma l'apparecchio si rifiutò di trasmettere parole intelligibili. ‘Può parlare, ma non vuole,' queste furono le imbarazzate parole di uno degli avvocati di Dolbear". Oggi è in genere noto che l'apparecchio di Reis era costruito con impostazioni errate, infatti proprio quando era inceppato e guasto era in grado di trasmettere una o due parole in modo non perfetto. Era paragonabile ad un telefono né più né meno come un carro è paragonabile ad una slitta, anche se è possibile applicare delle catene alle ruote e farle scivolare per qualche metro. Il giudice Lowell, nella sua famosa sentenza disse:
"Un centinaio di Reis non avrebbero mai prodotto un telefono capace di trasmettere la parola solo mediante semplici successivi miglioramenti dell'apparecchio. Fu lasciato a Bell il compito di scoprire che il non funzionamento dell'apparecchio era dovuto non al come esso era costruito ma al principio che venne adottato per fabbricarlo. …Bell scoprì una nuova arte — quella di trasmettere la parola mediante l'elettricità, il suo diritto per quanto conclamato e riconosciuto non sarà mai così essenziale come la sua invenzione. … Accettare Reis è un errore; invece accettare Bell è un successo".
Sembra che Reis non si fosse reso conto dell'importanza di non interrompere completamente il circuito elettrico; in tutti i casi, la molla di metallo del suo apparecchio non era adatta allo scopo, infatti essa consentiva uno scatto troppo ampio ai contatti di metallo con conseguente interruzione della corrente.
Reis conduceva i suoi esperimenti in una piccola officina dietro casa sua a Friedrichsdorf e di qui i cavi arrivavano fino al piano superiore. Un altro collegamento venne realizzato tra il laboratorio di fisica dell'Istituto Garnier ed un'aula attraversando con il cavo il campo da gioco. Nella scuola si era sparsa la voce che gli studenti temevano di fare chiasso in classe per paura che Philipp Reis li udisse con il suo "telefono".

### Pubblicazione
La nuova invenzione di Reis venne presentata in una conferenza tenuta presso la Società di Fisica di Francoforte il 26 ottobre del 1861, e dopo un paio di mesi descritta da Reis per la Jahresbericht. La descrizione suscitò un notevole entusiasmo scientifico in Germania; suoi esemplari vennero inviati a Londra, Dublino, Tiflis, ed altre città. Divenne, allo stesso tempo, argomento di giornali popolari ed un articolo reperibile nelle collezioni scientifiche.
Reis conseguì una breve notorietà, ma ben presto sopraggiunse il rigetto. La Società di Fisica di Francoforte mise da parte l'apparecchio da cui aveva tratto lustro. Reis si dimise nel 1867, ma il Libero Istituto Tedesco di Francoforte, che pur l'aveva nominato membro onorario, trattò con indifferenza l'apparecchio definendolo un mero  "giocattolo filosofico".
Reis, nonostante tutto e tutti, credette fermamente nella sua invenzione; se fosse stato incoraggiato dai suoi contemporanei sin dall'inizio, egli avrebbe potuto perfezionarla. Ma era già affetto dalla tubercolosi. Si dice che, dopo la conferenza sul telefono tenuta a Gießen nel 1854, Poggendorff, che era presente, invitasse Reis ad inviare una descrizione del suo strumento agli Annalen. Reis rispose: "Ich danke Ihnen sehr, Herr Professor, aber es ist zu spät. Jetzt will ich ihn nicht schicken. Mein Apparat wird ohne Beschreibung in den Annalen bekannt werden" ("Tante grazie, signor Professore, ma purtroppo è troppo tardi. Ora sono Io a non volerla inviare. Il mio apparecchio diventerà noto senza bisogno di pubblicarne alcuna descrizione negli Annalen).

## Ultimi giorni

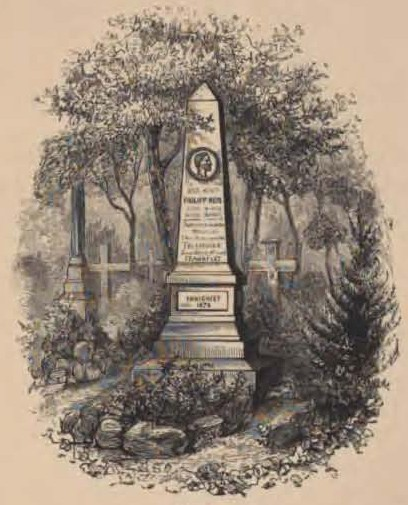
Tomba di Reis a Friedrichsdorf — da Philipp Reis: Inventor of the Telephone by Silvanus Thompson (1883)

Successivamente, Reis ridusse sia le ore dedicate all'insegnamento sia quelle per i suoi studi, nonostante ciò le sue cattive condizioni di salute divennero un serio impedimento. Per diversi anni fu solo la sua ferrea volontà a dargli la forza per far fronte ai suoi impegni. La sua voce andò sempre più calando man mano che la malattia polmonare si aggravava e nell'estate del 1873 fu obbligato ad abbandonare per diverse settimane gli impegni di docente. Un periodo di vacanza in autunno rafforzò la sua speranza di guarigione e riprese l'insegnamento, ma questo fu l'ultimo tremolante bagliore di una fiamma che si spegneva. Fu data notizia che avrebbe presentato la sua macchina per gli studi sulla gravità ad una riunione al Deutscher Naturforscher di Wiesbaden in settembre, ma egli era troppo debilitato per poter intervenire. In dicembre fu costretto a letto e, dopo una lunga e penosa infermità, esalò l'ultimo respiro alle cinque del pomeriggio del 14 gennaio 1874.
Nel suo Curriculum Vitae Reis scrisse:
Ora che ripenso agli anni trascorsi della mia vita posso in verità dire con le Sacre Scritture (Salmo 90:10) che essa è stata piena di "travaglio e miseria." Ma io devo comunque ringraziare il Signore per avermi elargito i doni della mia professione e della mia famiglia, egli mi ha concesso più di quanto io avrei mai osato chiedere. Il Signore mi ha aiutato finora; Egli mi aiuterà ulteriormente.
Philipp Reis fu sepolto nel cimitero di Friedrichsdorf. Nel 1878, dopo la presentazione del telefono elettrico, i membri della Società di Fisica di Francoforte fecero erigere sulla tomba un obelisco di arenaria rossa recante un medaglione con il ritratto di Reis.

## Valutazioni tecniche
Documenti conservati nel Museo delle Scienzes di Londra risalenti al 1947 hanno rivelato che l'industria inglese Standard Telephones and Cables (STC) riscontrò che l'apparecchio di Reis risalente al 1863 poteva trasmettere e  "riprodurre la voce di buona qualità ma di scarsa efficienza".
Sir Frank Gill, allora presidente della STC, ordinò che queste carte fossero secretate, dato che la STC stava negoziando con la AT&T, società derivata dalla Bell Telephone Company, fondata da Alexander Graham Bell. Il professor Bell era comunemente ritenuto l'inventore del telefono e pertanto Gill ritenne opportuno tacere sulla prova contraria che avrebbe fatto saltare le negoziazioni in corso.

## Premio "Johann-Philipp-Reis"
La VDE (l'Associazione tedesca degli ingegneri elettrici), la Deutsche Telekom e le città di Friedrichsdorf e di Gelnhausen biennalmente conferiscono il "Johann-Philipp-Reis-Preis" agli scienziati che si sono «distinti per i risultati scientifici conseguiti nel campo delle telecomunicazioni».

## Querellesull'invenzione del telefono
Oltre a Reis e Bell, molti altri hanno rivendicato l'invenzione del telefono. Tutto ciò ha dato luogo negli Stati Uniti ad uno dei casi più complicati di riconoscimento di brevetti coinvolgente Bell, Edison, Elisha Gray, Berliner, A.E. Dolbear, J.W. McDonagh, G.B. Richmond, W. Voeker, J.H. Irwin, e Francis Blake Jr. Il caso si aprì nel 1878 e si chiuse solo il 27 febbraio del 1901. Bell e la Compagnia telefonica da lui creata ebbero la meglio in questa sentenza così come in ognuna delle oltre 600 sentenze pronunciate sulla paternità dell'invenzione del telefono. La Bell Telephone Company non perse in nessuno dei giudizi che precedettero quello conclusivo.
Un secolo dopo, il 25 settembre 2001, per ironia della sorte il Congresso degli Stati Uniti (mediante risoluzione) dichiarò che l'italo-americano Antonio Meucci aveva contribuito in modo significativo all'invenzione del telefono, questa dichiarazione non ha alcun peso giuridico per l'Ufficio Brevetti degli U.S.A. Il Parlamento Canadese prontamente reagì con ripicca statuendo che: "... Alexander Graham Bell residente a Brantford, Ontario, e a Baddeck, Nova Scotia, [fu] l'inventore del telefono". 

## Onorificenze

### Riconoscimenti dell'invenzione nel XIX secolo

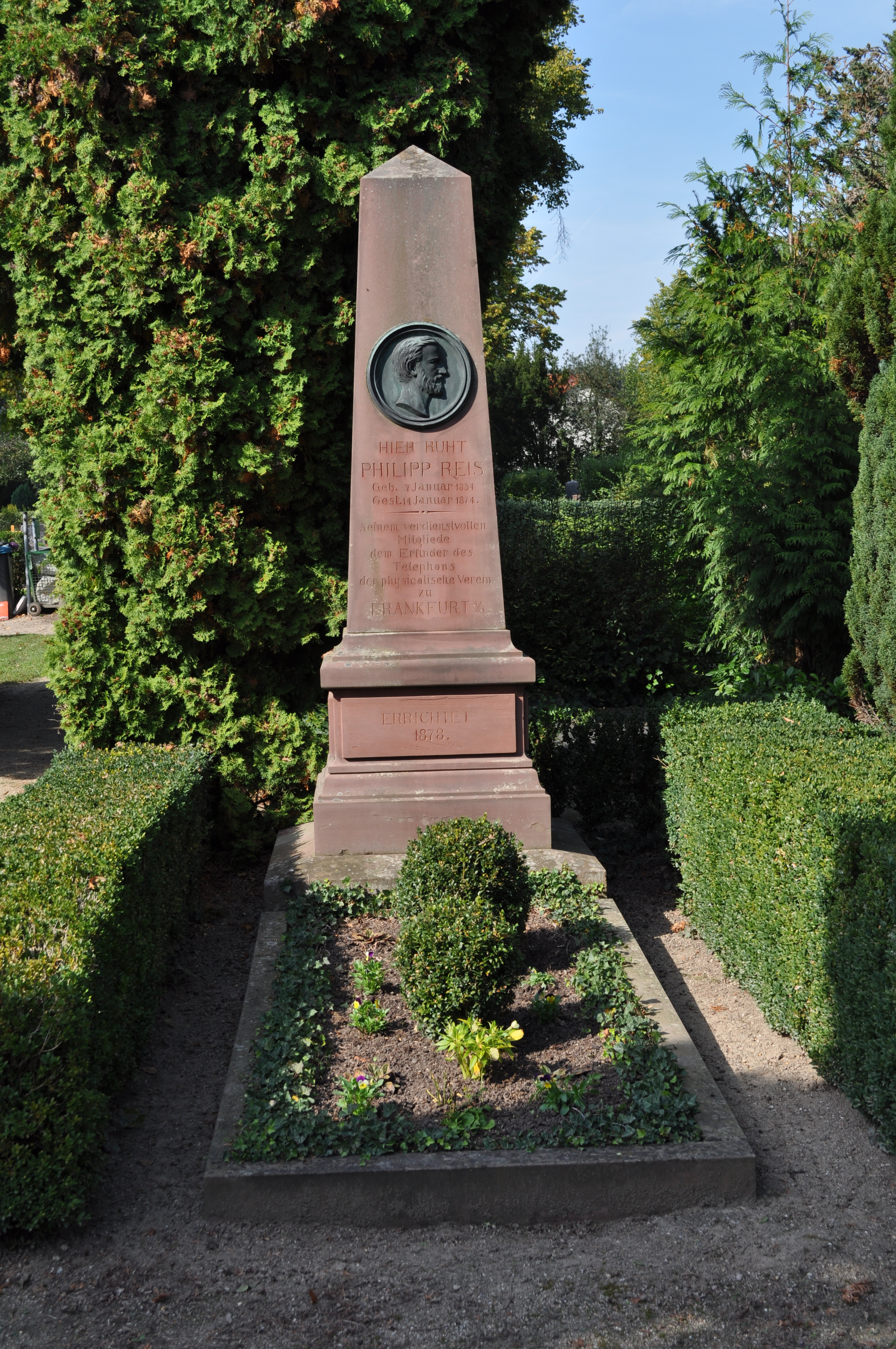
Tomba di Philipp Reis a Friedrichsdorf

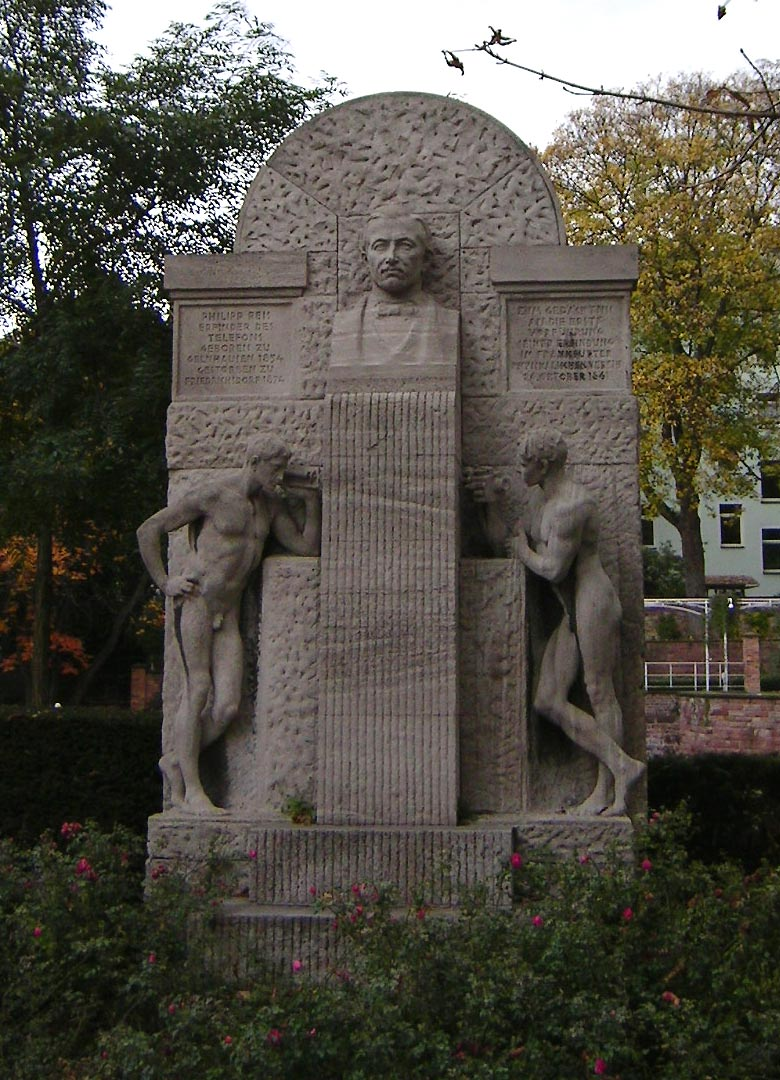
Monumento a Reis a Francoforte sul Meno

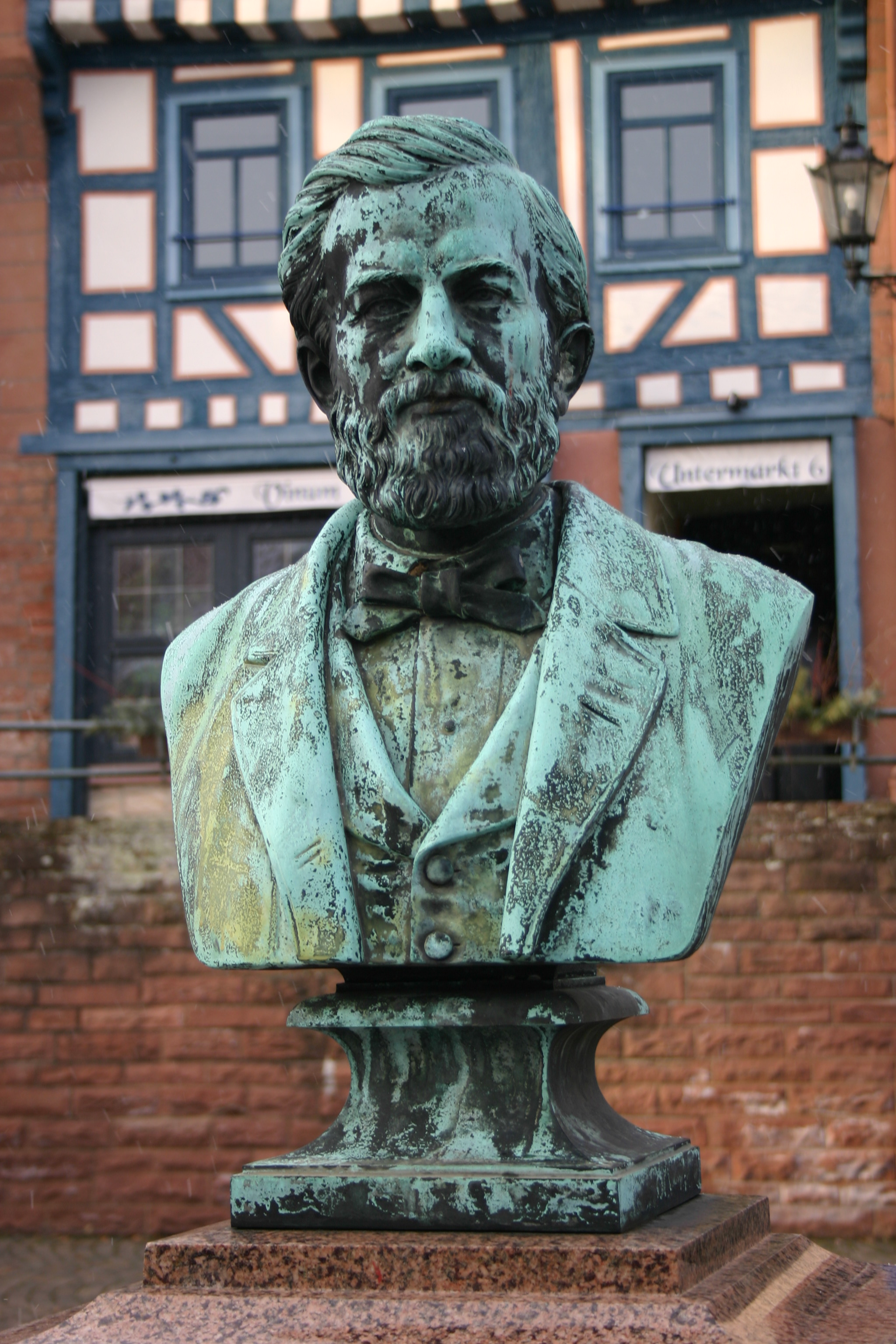
Monumento a Reis a Gelnhausen

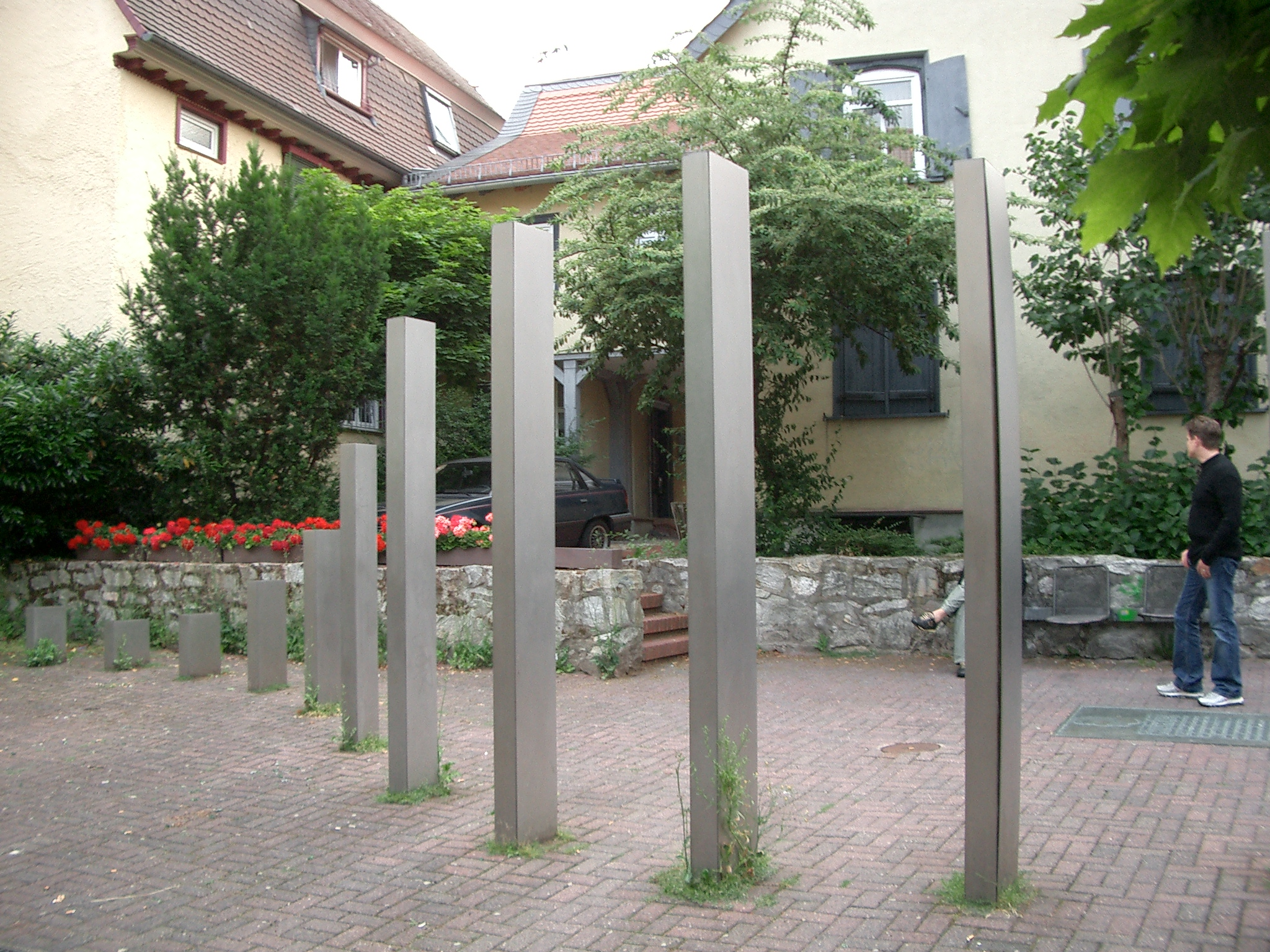
Monumento a Reis a Friedrichsdorf

- Nature, la rivista internazionale di scienze, descriveva già nel 1878 dello sviluppo del telefono di Reis.[9][10]
- Nel 1883 viene pubblicata la prima grande biografia con documenti originali di Philipp Reis: Inventor of the telephone. La prefazione del fisico britannico Silvanus Phillips Thompson, onora Reis come l'inventore del telefono.

### Monumenti
- Dopo l'invenzione del telefono i membri della Physikalischer Verein a Francoforte sul Meno nel 1878 erigono un obelisco.
- Il Philipp-Reis-Denkmal a Francoforte sul Meno viene eretto nel 1919.[11]
- Un busto è presente a Gelnhausen.
- Il monumento al Philipp-Reis-Passage a Friedrichsdorf è una serie di colonne in alluminio, rappresentanti una curva sinusoidale tridimensionale.

### Musei
- La Philipp-Reis-Haus in Hugenottenstraße 93 a Friedrichsdorf è la casa di Reis. È oggi un Denkmalschutz e museo.
- Nella sezione Fernmeldetechnik del Deutsches Museum a Monaco si trova un busto. Ebenso ist das Telefon Nr. 50 von 1863 ausgestellt.
- Un apparecchio originale è presente al Museum für Kommunikation Berlin.

### Nel nome di Reis
- Il Bundespostminister nel 1952 crea la Philipp-Reis-Plakette.
- La VDE, la Deutsche Telekom e la città di Friedrichsdorf e Gelnhausen dal 1987 assegnano il Johann-Philipp-Reis-Preis.
- Philipp-Reis-Haus a Friedrichsdorf
- Philipp-Reis-Schule a Friedrichsdorf
- Philipp-Reis-Passage a Friedrichsdorf
- Philipp-Reis-Straßen in diverse località (nella Philipp-Reis-Straße di Karlsruhe si trova un edificio della Deutsche Telekom)

### Francobolli e monete

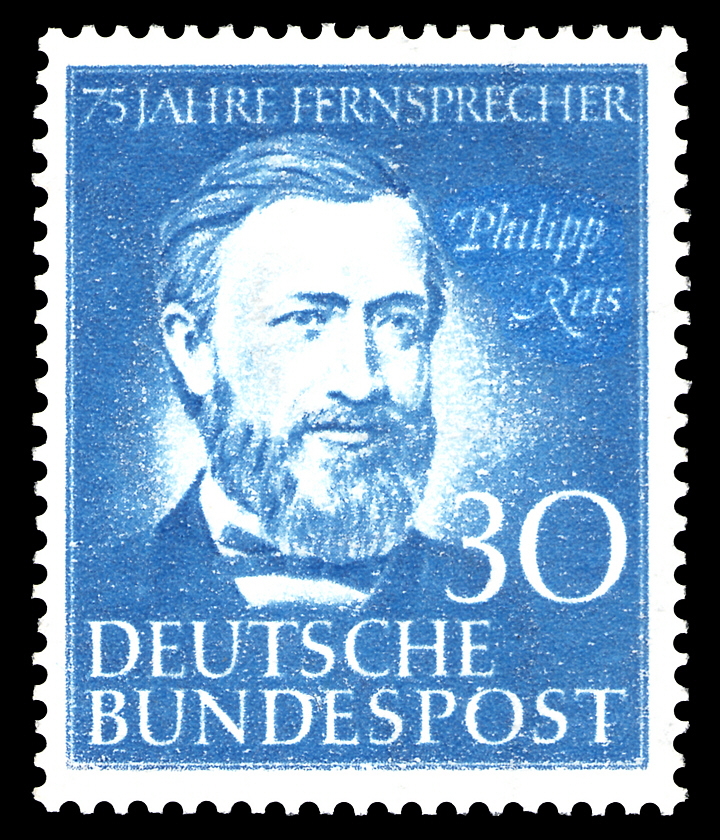
Francobollo del 1952 della Deutschen Bundespost: 75 Jahre Fernsprecher (in Germania)

## Opere
- Philipp Reis, Über Telephonie durch galvanischen Strom, Wiederabdrücke aus den Jahrsberichten des Physikalischen Vereins zu Frankfurt a.M. in Beiblätter zu den Annalen der Physik, Frankfurt a.M., Barth, 1897
- Philipp Reis. Mitteilung über das Telephon, Wiederabdrücke aus den Jahrsberichten des Physikalischen Vereins zu Frankfurt a.M. in Beiblätter zu den Annalen der Physik, Frankfurt a.M., Barth, 1897